# Lee Probert
Lee W. Probert, est un arbitre international anglais de football né le 13 août 1972 à Bristol dans le South Gloucestershire en Angleterre.

## Biographie
Le 13 janvier 2007, Lee Probert arbitre sa première rencontre de Premier League lors d'un match opposant Sheffield United à Portsmouth.
Le 29 juillet 2010, il dirige sa première rencontre de ligue Europa lors d'un match entre le FC Dinamo Bucarest et le HNK Hajduk Split.
Le 10 août 2011, il dirige sa première rencontre internationale lors d'un match amical entre la Turquie et l'Estonie. Le 2 septembre 2011, il officie pour la première fois lors d'une rencontre internationale officielle au cours d'un match comptant pour les éliminatoires à l'Euro 2012 entre l'Azerbaïdjan et la Belgique.
Il est arbitre de Catégorie 2 d'après l'UEFA.